# Royal School of Needlework
Royal School of Needlework —RSN— (en español: Real Escuela de Bordado) es una escuela de bordado fundada en el Reino Unido en 1872. La institución tiene su sede en el palacio de Hampton Court desde 1987.

## Historia
Royal School of Needlework comenzó funcionando como School of Art Needlework (en español: Escuela del Arte del Bordado) en 1872, fundada por lady Victoria Welby. Su primera presidenta fue la princesa Elena del Reino Unido, tercera hija de la reina Victoria, quien contó con la ayuda de William Morris y muchos de sus amigos del movimiento Arts and Crafts. La escuela recibió el prefijo real en marzo de 1875, cuando la reina consintió convertirse en su primera mecenas. La palabra «Arte» se retiró del nombre en 1922.
Su ubicación inicial fue un pequeño apartamento en Sloane Street, en ese entonces contaban con veinte alumnas. Cuando su crecimiento llegó a ciento cincuenta estudiantes en 1903, la escuela se mudó a Exhibition Road, cerca del Museo de Victoria y Alberto. El edificio, construido ex profeso para la institución, fue diseñado por un grupo de arquitectos que incluía al prominente arquitecto británico James Leonard Williams.
RSN estableció un taller que acepta encargos de bordados a medida y elabora réplicas de textiles antiguos, además realiza proyectos de restauración y conservación. El trabajo del taller se ha utilizado en muchos eventos importantes, como cuando colaboró con Toye, Kenning & Spencer para la creación de los cojines de terciopelo que transportaron las coronas reales a la abadía de Westminster para la coronación del rey Jorge VI del Reino Unido. También realizó el bordado de oro en la capa ceremonial púrpura que utilizó la reina Isabel II en su coronación en 1953. Además se encargó de fabricar las aplicaciones de encaje con motivos florales sobre tul para el vestido de novia de Kate Middleton, la actual duquesa de Cambridge.
La escuela se trasladó de Princes Gate en Kensington al palacio de Hampton Court en 1987, donde ocupa parte de las instalaciones construidas por Christopher Wren.